# Бакинська комуна
40°22′00″ пн. ш. 49°50′07″ сх. д. / 40.366666666667° пн. ш. 49.835277777778° сх. д.
Баки́нська кому́на — уряд радянського типу, що було сформовано в Баку та його околицях 25 квітня 1918 після спалаху етнічного насильства в Баку, відомої як Березневі події.
Термін «комуна» походив від прикладу Парижа 1871 року («Паризька комуна») й означав диктатуру пролетаріату в місцевому масштабі, але в союзі з усією Росією.

## Історія
Під егідою Комуни її виконавчим органом, Бакинським Раднаркомом, на чолі якого стояв вірменський більшовик Степан Шаумян, була поспіхом здійснена серія радикальних реформ. Ці реформи включали реорганізацію судів і шкіл, експропріацію банків, судноплавних компаній, рибальських виробництв і нафтової індустрії.
Бакинський Раднарком продемонстрував певний рівень толерантності до своїх політичних опонентів. Причина полягала в тому, що за своєю сутністю політичні позиції більшовиків у Баку були слабкими. Більшовики складали меншість у міській раді й підтримувались тільки лівими есерами за мовчазної згоди правих есерів, меншовиків і дашнаків. Більше того, створення Бакинської Ради не було репрезентативним, оскільки не включало найбільший сегмент населення Баку — мусульман, до яких більшовики ставились як до «незрілих з революційної точки зору».
Відносини більшовиків з мусульманами ускладнювались також тим, що дашнаки мали значний вплив у Бакинській Раді й більше того — у збройних силах, які на 70% складались із вірменів під командуванням вірменського офіцера, полковника Аветісова. Коли Бакинська Червона Армія провела ризиковану та невдалу спроби атаки на Гянджу, вірменські солдати проявили свою ворожість до мусульманського населення, займаючись насильством і грабунками.
Поразка Червоної Армії в Геокчаї та подальша контратака Кавказької Ісламської Армії призвели до політичної кризи в Баку, який був погано підготовлений до оборони. Ті, хто не належав ані до більшовиків, ані до мусульман, почали відкрито агітувати за запрошення в Баку британського експедиційного корпусу генерал-майора Лайонела Денстервіля, який розміщувався в іранському порту Ензелі. 25 липня на розширеному засіданні Бакинської Ради, більшість, що складалась із дашнаків, правих есерів та меншовиків, проголосували за запрошення британських військ. На знак протесту члени Бакинського Раднаркому подали у відставку й 26 липня Комуна, після 97 днів існування була замінена на Диктатурою Центрокаспію. В очах азербайджанців Диктатура Центрокаспію була лише іншою формою більшовицько-вірменського союзу.